# Alyaksandr Martynovich
Alyaksandr Uladzimiravich Martynovich (Em bielorrusso: Аляксандр Уладзiмiравiч Мартыновіч, em russo: Александр Владимирович Мартынович); Minsk, 26 de agosto de 1987) é um futebolista bielorrusso que atua como zagueiro. Atualmente, joga no Kairat.

## Carreira
Em 15 de julho de 2010, Martynovich assinou um contrato de 2 anos com o Krasnodar, da primeira divisão russa. Estendeu seu contrato pela primeira vez em dezembro de 2012 para novos 2 anos. Em 2014, Martynovich mais uma vez estendeu seu contrato para quatro anos.

## Carreira internacional
Martynovich fez parte do elenco sub-21 da Bielorrússia que participou do Campeonato Europeu de Futebol Sub-21 de 2009. Ele jogou como titular na derrota para a Suécia, e fez um gol contra. Ele foi convocado para a Seleção Bielorrussa de Futebol em novembro de 2009 com Bernd Stange como treinador. Em 17 de novembro de 2010, Martynovich marcou seus únicos dois gols na vitória por 4–0 contra o Omã em uma partida amistosa. Em março de 2015, ele se tornou o capitão da seleção nacional.